# Žit' (film 2012)
Žit' (Жить) è un film del 2012 diretto da Vasilij Sigarev.

## Trama
Il film racconta di persone che non sopportano la perdita dei propri cari e dichiarano guerra al destino.